# Fokis
Fokis (grekiska: Περιφερειακή ενότητα Φωκίδας) är en grekisk regiondel (perifereiakí enótita), till 2010 prefekturen Nomós Fokídos. Fokis ligger i regionen Grekiska fastlandet.
Fokis rymmer berget Parnassos och gränsar i söder till Korintiska viken. Floden Kefissos rinner genom Fokis och gör landskapet till det bördigaste i Grekland.

## Historia
Enligt legenden ska Fokis ha fått sitt namn efter sin förste härskare Fokos som ska ha invandrat från Korinth. Fokis hade 22 eller 23 städer som tillsammans bildade en förbundsstat. Den mest ryktbara staden var Delfi som dock från 448 f.Kr. var skilt från det fokiska förbundet och utgjorde en självständig tempelstat.
Genom sin vägran att erlägga den bötessumma de dömts att betala av den delfiska amfiktyonin efter att ha tillägnat sig en jordlott som var helgat åt templet i Delfi, invecklade sig fokerna i det s.k. "heliga kriget" (356-346 f.Kr.). Kriget slutade med att de fokiska städerna förstördes och att fokerna uteslöts ur amfiktyonin.
Det fokiska förbundet upprättades på nytt och fanns kvar under den romerska tiden.

## Administrativ indelning
Regiondelen är indelad i två kommuner. Den tidigare prefekturen var indelad i 12 kommuner.
- Dimos Delphi
- Dimos Dorida